# Hermàgores d'Amfípolis
Hermàgores d'Amfípolis, en llatí Hermagoras, en grec antic Ἑρμαγόρας, fou un filòsof estoic grec, deixeble de Perseu, l'esclau i després llibert de Zenó que va viure cap al segle iii aC a la cort d'Antígon II Gònates. És esmentat únicament pel Suides que dona els títols d'alguns dels seus escrits, que s'han perdut, com ara Μισοκύων, (Misokyon, el que odia els gossos o els cínics), Έκχυτος (Ekchytos, un tractat d'endevinació a través de l'examen dels ous), i un llibre contra els sofistes adreçat a l'Acadèmia platònica. Del seu tractat endevinatori sobre els ous en circulava un altre, de contingut idèntic, atribuït a Orfeu, que provenia de cercles propers a l'orfisme.